# Sweet hello's and sad goodbyes
Sweet hello's and sad goodbyes is het vijfde studioalbum en eerste verzamelalbum van René Froger.
Het album bevat 13 singles, inclusief de single Love Leave Me.
Ook mag de zanger voor dit album de hoogste platenrang ophalen in zijn carrière tot nu toe; Goud en zesmaal Platina voor 600.000 verkochte exemplaren in Nederland en Goud voor 25.000 verkochte exemplaren in België.
Froger begon in 1992 een tour genaamd Greatest Hits In Concert - Theater Tournee '92.
De tour duurde 13 dagen en begon in Theater De Speeldoos in Zaandam op 16 oktober 1992 en eindigde met drie shows in Ahoy Rotterdam op 11, 12 en 14 november 1992.
14 november was een extra concert.
De tour vond plaats in Zaandam, Gouda, Hilversum, Groningen, Oss, Apeldoorn, Arnhem, Alkmaar, Heerlen, Almere en Rotterdam.

## Tracklist
1. Your Place or Mine
2. Big Brown Eyes
3. Moneyhoney
4. This Is the Moment (Live in Concert)
5. Winter in America
6. You're My Everything
7. Are You Ready for Loving Me
8. Alles Kan een Mens Gelukkig Maken
9. Love of the Year
10. Man with a Mission (Remix '92)
11. Just Say Hello!
12. Woman Woman
13. Nobody Else (Single-Remix)
14. Kaylee (Remix '92)
15. Still on Your Side
16. Love Leave Me
17. How Do I Stop Loving You
18. Under the Christmas Tree

## Hitnotering

### Sweet Hello's And Sad Goodbyes (album)
| Hitnotering (week 1 t/m 10): 17-10-1992 t/m 19-12-1992 Hitnotering (week 11 t/m 93): 02-01-1993 t/m 06-08-1994 Hitnotering (week 94 t/m 122): 01-04-1995 t/m 14-10-1995 | Hitnotering (week 1 t/m 10): 17-10-1992 t/m 19-12-1992 Hitnotering (week 11 t/m 93): 02-01-1993 t/m 06-08-1994 Hitnotering (week 94 t/m 122): 01-04-1995 t/m 14-10-1995 | Hitnotering (week 1 t/m 10): 17-10-1992 t/m 19-12-1992 Hitnotering (week 11 t/m 93): 02-01-1993 t/m 06-08-1994 Hitnotering (week 94 t/m 122): 01-04-1995 t/m 14-10-1995 | Hitnotering (week 1 t/m 10): 17-10-1992 t/m 19-12-1992 Hitnotering (week 11 t/m 93): 02-01-1993 t/m 06-08-1994 Hitnotering (week 94 t/m 122): 01-04-1995 t/m 14-10-1995 | Hitnotering (week 1 t/m 10): 17-10-1992 t/m 19-12-1992 Hitnotering (week 11 t/m 93): 02-01-1993 t/m 06-08-1994 Hitnotering (week 94 t/m 122): 01-04-1995 t/m 14-10-1995 | Hitnotering (week 1 t/m 10): 17-10-1992 t/m 19-12-1992 Hitnotering (week 11 t/m 93): 02-01-1993 t/m 06-08-1994 Hitnotering (week 94 t/m 122): 01-04-1995 t/m 14-10-1995 | Hitnotering (week 1 t/m 10): 17-10-1992 t/m 19-12-1992 Hitnotering (week 11 t/m 93): 02-01-1993 t/m 06-08-1994 Hitnotering (week 94 t/m 122): 01-04-1995 t/m 14-10-1995 | Hitnotering (week 1 t/m 10): 17-10-1992 t/m 19-12-1992 Hitnotering (week 11 t/m 93): 02-01-1993 t/m 06-08-1994 Hitnotering (week 94 t/m 122): 01-04-1995 t/m 14-10-1995 | Hitnotering (week 1 t/m 10): 17-10-1992 t/m 19-12-1992 Hitnotering (week 11 t/m 93): 02-01-1993 t/m 06-08-1994 Hitnotering (week 94 t/m 122): 01-04-1995 t/m 14-10-1995 | Hitnotering (week 1 t/m 10): 17-10-1992 t/m 19-12-1992 Hitnotering (week 11 t/m 93): 02-01-1993 t/m 06-08-1994 Hitnotering (week 94 t/m 122): 01-04-1995 t/m 14-10-1995 | Hitnotering (week 1 t/m 10): 17-10-1992 t/m 19-12-1992 Hitnotering (week 11 t/m 93): 02-01-1993 t/m 06-08-1994 Hitnotering (week 94 t/m 122): 01-04-1995 t/m 14-10-1995 | Hitnotering (week 1 t/m 10): 17-10-1992 t/m 19-12-1992 Hitnotering (week 11 t/m 93): 02-01-1993 t/m 06-08-1994 Hitnotering (week 94 t/m 122): 01-04-1995 t/m 14-10-1995 | Hitnotering (week 1 t/m 10): 17-10-1992 t/m 19-12-1992 Hitnotering (week 11 t/m 93): 02-01-1993 t/m 06-08-1994 Hitnotering (week 94 t/m 122): 01-04-1995 t/m 14-10-1995 | Hitnotering (week 1 t/m 10): 17-10-1992 t/m 19-12-1992 Hitnotering (week 11 t/m 93): 02-01-1993 t/m 06-08-1994 Hitnotering (week 94 t/m 122): 01-04-1995 t/m 14-10-1995 | Hitnotering (week 1 t/m 10): 17-10-1992 t/m 19-12-1992 Hitnotering (week 11 t/m 93): 02-01-1993 t/m 06-08-1994 Hitnotering (week 94 t/m 122): 01-04-1995 t/m 14-10-1995 | Hitnotering (week 1 t/m 10): 17-10-1992 t/m 19-12-1992 Hitnotering (week 11 t/m 93): 02-01-1993 t/m 06-08-1994 Hitnotering (week 94 t/m 122): 01-04-1995 t/m 14-10-1995 | Hitnotering (week 1 t/m 10): 17-10-1992 t/m 19-12-1992 Hitnotering (week 11 t/m 93): 02-01-1993 t/m 06-08-1994 Hitnotering (week 94 t/m 122): 01-04-1995 t/m 14-10-1995 | Hitnotering (week 1 t/m 10): 17-10-1992 t/m 19-12-1992 Hitnotering (week 11 t/m 93): 02-01-1993 t/m 06-08-1994 Hitnotering (week 94 t/m 122): 01-04-1995 t/m 14-10-1995 | Hitnotering (week 1 t/m 10): 17-10-1992 t/m 19-12-1992 Hitnotering (week 11 t/m 93): 02-01-1993 t/m 06-08-1994 Hitnotering (week 94 t/m 122): 01-04-1995 t/m 14-10-1995 |
| Week: | 1 | 2 | 3 | 4 | 5 | 6 | 7 | 8 | 9 | 10 | | 11 | 12 | 13 | 14 | 15 | 16 | 17 |
| --- | --- | --- | --- | --- | --- | --- | --- | --- | --- | --- | --- | --- | --- | --- | --- | --- | --- | --- |
| Positie: | 42 | 26 | 12 | 9 | 6 | 5 | 4 | 4 | 4 | 3 | uit | 3 | 5 | 7 | 7 | 6 | 4 | 7 |
| Week: | 18 | 19 | 20 | 21 | 22 | 23 | 24 | 25 | 26 | 27 | 28 | 29 | 30 | 31 | 32 | 33 | 34 | 35 |
| Positie: | 10 | 11 | 11 | 11 | 12 | 9 | 8 | 11 | 11 | 16 | 16 | 12 | 13 | 8 | 10 | 11 | 14 | 21 |
| Week: | 36 | 37 | 38 | 39 | 40 | 41 | 42 | 43 | 44 | 45 | 46 | 47 | 48 | 49 | 50 | 51 | 52 | 53 |
| Positie: | 23 | 25 | 23 | 21 | 27 | 30 | 28 | 26 | 24 | 33 | 35 | 33 | 31 | 29 | 29 | 37 | 46 | 32 |
| Week: | 54 | 55 | 56 | 57 | 58 | 59 | 60 | 61 | 62 | 63 | 64 | 65 | 66 | 67 | 68 | 69 | 70 | 71 |
| Positie: | 29 | 26 | 23 | 18 | 25 | 31 | 39 | 38 | 33 | 30 | 26 | 26 | 30 | 24 | 25 | 44 | 46 | 32 |
| Week: | 72 | 73 | 74 | 75 | 76 | 77 | 78 | 79 | 80 | 81 | 82 | 83 | 84 | 85 | 86 | 87 | 88 | 89 |
| Positie: | 39 | 45 | 40 | 50 | 57 | 53 | 60 | 62 | 64 | 65 | 63 | 67 | 65 | 78 | 84 | 93 | 95 | 99 |
| Week: | 90 | 91 | 92 | 93 | | 94 | 95 | 96 | 97 | 98 | 99 | 100 | 101 | 102 | 103 | 104 | 105 | 106 |
| Positie: | 92 | 89 | 91 | 100 | uit | 90 | 81 | 70 | 58 | 74 | 69 | 95 | 100 | 92 | 79 | 66 | 59 | 76 |
| Week: | 107 | 108 | 109 | 110 | 111 | 112 | 113 | 114 | 115 | 116 | 117 | 118 | 119 | 120 | 121 | 122 | | |
| Positie: | 77 | 60 | 65 | 65 | 79 | 75 | 84 | 91 | 78 | 52 | 57 | 64 | 64 | 70 | 70 | 73 | uit | |

### Your Place Or Mine (single)
| Hitnotering: 19-09-1992 t/m 05-12-1992 | Hitnotering: 19-09-1992 t/m 05-12-1992 | Hitnotering: 19-09-1992 t/m 05-12-1992 | Hitnotering: 19-09-1992 t/m 05-12-1992 | Hitnotering: 19-09-1992 t/m 05-12-1992 | Hitnotering: 19-09-1992 t/m 05-12-1992 | Hitnotering: 19-09-1992 t/m 05-12-1992 | Hitnotering: 19-09-1992 t/m 05-12-1992 | Hitnotering: 19-09-1992 t/m 05-12-1992 | Hitnotering: 19-09-1992 t/m 05-12-1992 | Hitnotering: 19-09-1992 t/m 05-12-1992 | Hitnotering: 19-09-1992 t/m 05-12-1992 | Hitnotering: 19-09-1992 t/m 05-12-1992 | Hitnotering: 19-09-1992 t/m 05-12-1992 |
| Week:                                  | 1                                      | 2                                      | 3                                      | 4                                      | 5                                      | 6                                      | 7                                      | 8                                      | 9                                      | 10                                     | 11                                     | 12                                     |                                        |
| -------------------------------------- | -------------------------------------- | -------------------------------------- | -------------------------------------- | -------------------------------------- | -------------------------------------- | -------------------------------------- | -------------------------------------- | -------------------------------------- | -------------------------------------- | -------------------------------------- | -------------------------------------- | -------------------------------------- | -------------------------------------- |
| Positie:                               | 94                                     | 75                                     | 52                                     | 29                                     | 21                                     | 14                                     | 12                                     | 21                                     | 22                                     | 31                                     | 49                                     | 79                                     | uit                                    |

### This Is The Moment (single)
| Hitnotering: 05-12-1992 t/m 30-01-1993 | Hitnotering: 05-12-1992 t/m 30-01-1993 | Hitnotering: 05-12-1992 t/m 30-01-1993 | Hitnotering: 05-12-1992 t/m 30-01-1993 | Hitnotering: 05-12-1992 t/m 30-01-1993 | Hitnotering: 05-12-1992 t/m 30-01-1993 | Hitnotering: 05-12-1992 t/m 30-01-1993 | Hitnotering: 05-12-1992 t/m 30-01-1993 | Hitnotering: 05-12-1992 t/m 30-01-1993 | Hitnotering: 05-12-1992 t/m 30-01-1993 |
| Week:                                  | 1                                      | 2                                      | 3                                      | 4                                      | 5                                      | 6                                      | 7                                      | 8                                      |                                        |
| -------------------------------------- | -------------------------------------- | -------------------------------------- | -------------------------------------- | -------------------------------------- | -------------------------------------- | -------------------------------------- | -------------------------------------- | -------------------------------------- | -------------------------------------- |
| Positie:                               | 98                                     | 77                                     | 64                                     | 40                                     | 36                                     | 32                                     | 46                                     | 74                                     | uit                                    |